# Lars Jergen Olson

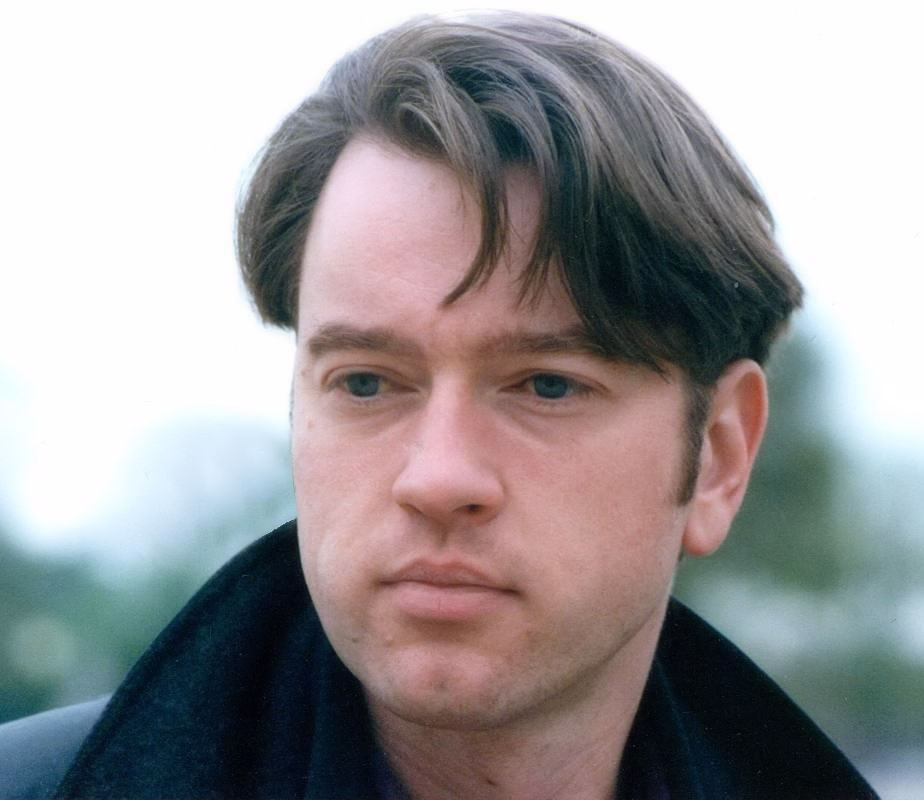
Lars Jergen Olson

Lars Jergen Olson, född 30 maj 1958 i Kristinehamn, död 7 oktober 2024 i Kristinehamn, var en svensk kompositör och poet.

## Biografi
Lars Jergen Olson, som var son till konstnären Bengt Olson och Anna-Britta Olson, föddes 1958 och växte upp i Värmland. Olson utbildade sig på Musikhögskolan i Örebro och debuterade 1982 med några mobila pianostycken på Riddarhuset i Stockholm. Han var dirigent för Stockholms gaykör 1990–1998. Olsons musik har spelats på konserter i Sverige och utomlands och används bland annat tillsammans med faderns konstutställningar. Karl-Erik Welin var under hela 1980-talet Olsons mentor och nära vän och kom att framföra flera av Olsons kompositioner. Welin framförde Olsons orgelmusik i Sovjet och stycket "Chaconne" blev så uppskattat att det användes som lamento över den avlidne presidenten Tjernenko 1985. Elisabeth Wärnfeldt har också framfört hans musik på sina konserter.
Hans vänner inom musiken har framfört stycken på skivor och konserter med Olsons kompositioner. Bland andra Albena Zaharieva (piano), Elisabet Sköld (piano, orgel, sång), Maria Sidorova (harpa), Erland Hildén (orgel), Berit Norberg (diktläsning), Mattias Fabian (blockflöjt), Mats Möller (tvärflöjt), Tatiana Shevchenko (piano), Emilio Estrada (violin) och Pär Öjebo (cello).
Olson var också poet och gav bland annat ut boken När stunden redan är förbi med 24 dikter inklusive psalmen ”Det tar tid” som spelats på hans konserter.
Olson och Lars Lerin samarbetade i flera projekt. Lerin har målat omslagen till några av Olsons skivor. Lerins ljudbok Snigelsommar innehåller musik av Olson.
Han var bosatt och verksam i Stockholm i flera år.

## Musik och dikter

### Skivor
- 2010 - Reflection
- 2010 - Metamorphosis
- 2021 - Inspiration: Musik 1
- 2021 - Variation: Musik 2
- 2021 - Energi: Musik 3

### Musikverk i urval
- Five fairy tales (harpa)
- Sonatine (violoncell och piano)
- Elegies (piano)
- Reminiscence (orgel)
- Zodiaken (flöjt)
- Enkla preludier (piano)
- Sånger om kärlek (röst och piano)

### Diktsamling
- När stunden redan är förbi: 24 dikter. [Kristinehamn]: Norlén & Slottner. 2023. Libris fxm24s4kcs9tsq73. ISBN 9789189705333

### Barnbok
- Pärlan och Piggelin (Postumt utgiven i PDF)